# Margarita Nelken
Margarita Nelken (née María Teresa Lea Nelken y Mansberger) (Madrid, 5 juillet 1894 - Mexico, 8 mars 1968) est une femme politique du Parti socialiste ouvrier espagnol sous la Seconde République espagnole, une figure du Parti communiste d'Espagne pendant la guerre d'Espagne, et une des représentantes du courant féministe espagnol des années 1930. Ses activités l'ont parallèlement portée vers l'écriture, le journalisme et la critique d'art.

## Biographie

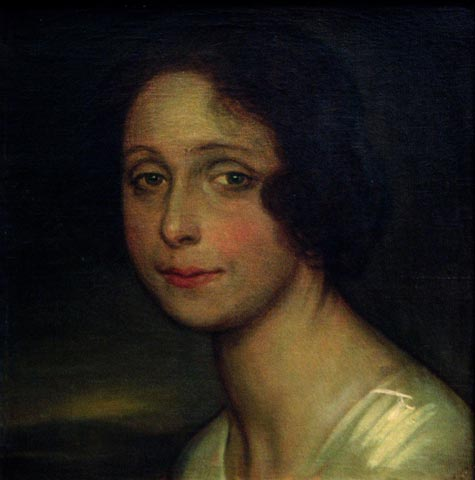
Margarita Nelken.

Margarita Nelken est née à Madrid en 1894 dans une famille juive dont le père est un joaillier espagnol et la mère française, les deux d'origine allemande. Sa sœur cadette, Carmen Eva Nelken (dite Magda Donato), est une actrice réputée.
Les travaux de Paul Preston soulignent le mode de vie en marge des conventions adopté par Nelken durant son existence. L'historien y voit notamment une entrave à sa carrière politique, y compris au sein des partis socialiste ouvrier, puis communiste, auxquels elle appartient successivement, Nelken n'ayant jamais eu une position hiérarchique équivalente à une Dolores Ibárruri.
Elle reçoit une éducation familiale polyglotte, passe le bachillerato avec des professeurs particuliers et s'intéresse à la peinture et l'écriture. Elle devient critique d'art et traductrice.
Elle est mère d'une fille en 1915 et d'un fils en 1921.
En 1918, elle fonde à Madrid La casa de los niños de España, une association pour aider les mères célibataires et les femmes ouvrières,.

### Mandat électif

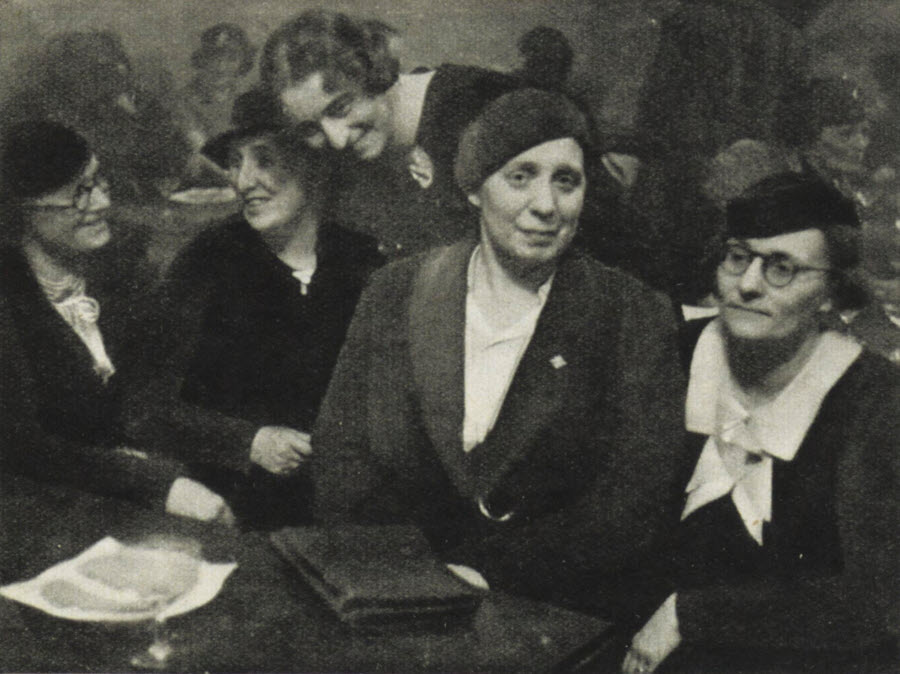
(De g. à dr.) Bernadette Cattanéo, Luce Langevin, Wanda Landy, Margarita Nelken, Maria Rabaté fêtant la victoire du Front populaire en Espagne en 1936, dans le cadre du Comité des femmes.

Margarita Nelken entre au Parlement en octobre 1931 sur les listes du Parti socialiste ouvrier espagnol de Badajoz, à l'issue d'une élection partielle. Elle est l'une des premières femmes parlementaires de l'histoire du pays (les femmes sont désormais éligibles mais pas encore électrices). Elle est réélue en 1933 et en 1936. Dans le débat sur le droit de vote des femmes de 1931, elle rejoint les positions des anti-suffragistes : son ouvrage La mujer ante las Cortes Constituyentes, paru la même année, se fait l'écho d'une conception répandue chez une partie de la gauche parlementaire et partagée par Victoria Kent, selon laquelle le suffrage féminin serait influencé par le clergé espagnol.

### Guerre d'Espagne
Margarita Nelken, qui milite au sein de l'Unión de Mujeres Antifascistas (Union des femmes anti-fascistes), participe à la bataille de Madrid en novembre 1936. Elle rejoint le Parti communiste à la fin de l'année. C'est dans ce cadre qu'elle prend en charge l'Agencia de Información Mundial Antifascista, l'agence de presse communiste qui relaie une propagande de guerre s'inspirant de la ligne officielle soviétique. Un essai de César Vidal prête une part de responsabilité à Nelken dans les massacres de Paracuellos, de novembre à décembre 1936.
Dans une étude consacrée au même sujet, l'historien Ian Gibson n'attribue en revanche aucun rôle à Nelken dans les décisions prises au cours de la journée du 6 novembre 1936.
Par ailleurs, l'écrivain et militant marxiste Julián Gorkin accuse Nelken d'avoir été agent de la Guépéou en Espagne et d'avoir, à ce titre, contribué à l'élimination de certains anarchistes et membres du Parti ouvrier d'unification marxiste.
À la fin de la guerre d'Espagne, elle s'exile au Mexique.

## Écrits sur le féminisme
L'étude de Nelken La condición social de la mujer. Su estado actual: su posible desarrollo, publiée en 1919, est une analyse des débuts du féminisme en Espagne, qui s'inscrit dans une argumentation socialiste et prend pour objet d'étude les masses. L'ouvrage déclenche une polémique après la condamnation du livre par l'évêque de Lérida et vaut à Nelken l'hostilité durable de la droite catholique.
D'autres essais suivent, comme Maternología y puericultura en 1926, La mujer ante las Cortes Constituyentes en 1931 notamment.

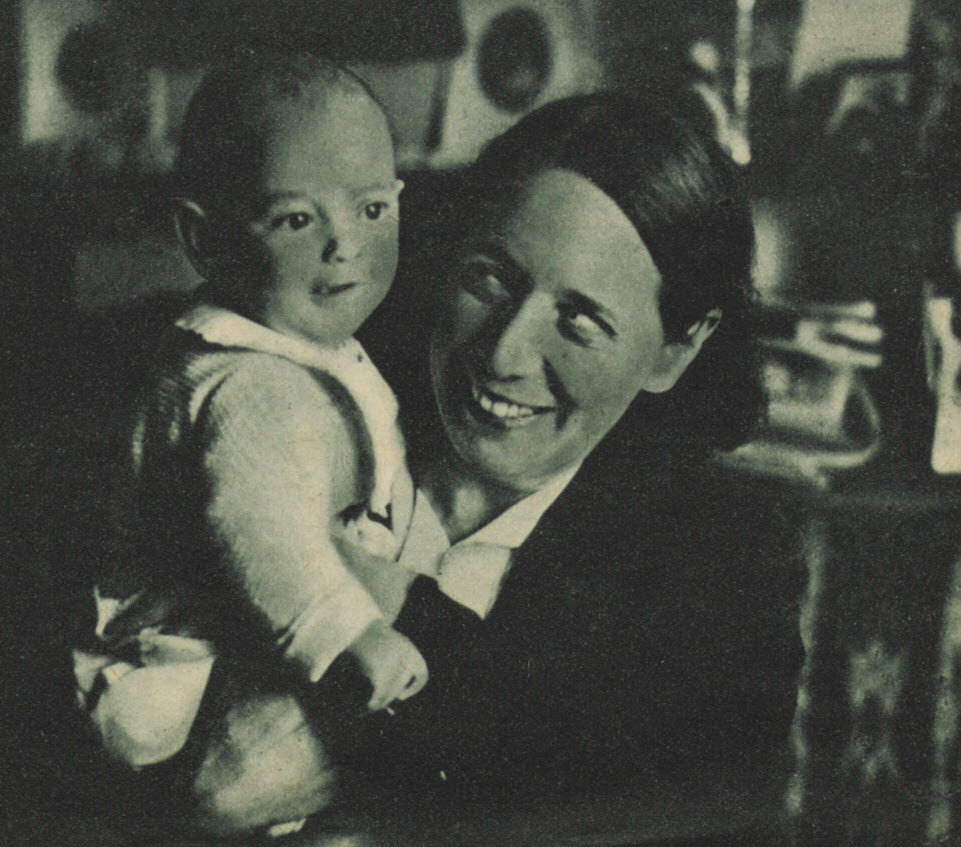
Margarita Nelken et sa fille en 1937.

Pendant la guerre d'Espagne et les années de mise en place du franquisme, le féminisme dont Nelken et d'autres députées « de la Seconde République espagnole se font les porte-paroles suscite une réaction du camp nationaliste qui lui oppose un contre-discours, étudié en parallèle par les historiens du genre ».

## Travaux de critique d'art
Du début du siècle aux années 1930, Margarita Nelken publie des analyses de critique d'art dans une vingtaine de périodiques principalement espagnols, français et allemands, ce qui lui est facilité par sa maîtrise des langues étrangères.
Les conceptions esthétiques de Nelken se caractérisent par un rejet de l'académisme, un goût affirmé pour l'expressionnisme et un discours critique qui, selon une récente étude, durcit au fil du temps ses schémas d'analyse marxistes.
Au Mexique, Margarita Nelken couvre des expositions d'art pour le journal l'Excélsior.